# 2017 en Polynésie française
Cet article présente les faits marquants de l'année 2017 en Polynésie française.

## Évènements
- 23 janvier : L'état de calamité naturelle est décrété, à la suite d'inondations à Tahiti et à Moorea. Des maisons étant inondées, des dizaines de personnes sont évacuées et quelque 6 000 foyers sont privés d'électricité[1].
- 6 octobre : L'ancien président Gaston Flosse et douze de ses proches, dont Marcel Tuihani (ancien trésorier du parti Tahoeraa huiraatira), l'ancien député Bruno Sandras, et le porte parole du gouvernement actuel Jean-Christophe Bouissou, se voient ordonnés par la Cour d'appel de rembourser à l'État polynésien 2,8 millions d'euros (343 millions de francs CFP) détournés pour des emplois fictifs[2],[3],[4].